# 가능동
가능동(佳陵洞)은 대한민국 경기도 의정부시에 위치한 법정동 및 행정동이다.

## 개요
가능동은 동쪽으로는 평화로, 남쪽으로는 가능로가 가로지르고 있다. 교외선 철도와 국도 제39호선 도로가 본동을 횡단 우회하고 있다. 서쪽으로는 홍복산이 드리워져 있고 북쪽으로 녹양동과 접하고 있으며, 서울과 동두천을 연결하는 국도 제3호선이 평화로와 가능역에 인접해 있다. 특히 7개 학교가 집중되어 있는 교육, 교통의 중심지역이기도 하다.

## 역사
가능동이라는 이름은 '가좌리'와 '어릉리'에서 한 자씩 따온 것이다.
가능동은 1914년 4월 1일 전국 행정구역 개편 때 시북면(柴北面) 가좌리(嘉座里), 어능리(魚陵里), 직동(直洞)을 합쳐서 가능리(佳陵里)로 개칭하였다가, 1956년에 2개리로 분할되어 가능1리와 가능2리가 되었다.
1964년 5월 8일 《의정부시의 명칭과 구역에 관한 조례》를 개정 공포(조례 제19호)하여 같은 해 6월 1일 동제도가 실시되면서 가능1동과 가능2동이 되었다. 1970년 7월 1일 가능3동이 분동되었으나, 2017년 4월 3일 가능2동과 가능3동을 흥선동으로 합동하였으며, 2018년 9월 27일 가능1동을 가능동으로 개칭한 뒤 지금에 이른다.

## 아파트
| 단지명                   | 건설사         | 시행사                                  | 주소              | 입주        | 비고                    |
| ------------------------ | -------------- | --------------------------------------- | ----------------- | ----------- | ----------------------- |
| 녹양역 e편한세상         | ㈜삼호         | 한국토지신탁                            | 녹양로34번길 47   | 2019년 6월  |                         |
| 의정부 더샵 파크애비뉴   | 포스코이앤씨   | 가능생활권 2구역 주택재개발정비사업조합 | 호국로1162번길 24 | 2021년 8월  | 가능생활권 2구역 재개발 |
| 녹양역 힐스테이트        | 현대건설       | 의정부녹양역 지역주택조합               | 가금로34번길 23   | 2018년 11월 |                         |
| 의정부 롯데캐슬 골드포레 | 롯데건설       | 가능생활권 1구역 주택재개발정비사업조합 | 안골로 20         | 2024년 6월  | 가능생활권 1구역 재개발 |
| 금광포란재 이너스        | 금광건업㈜     | 금광건업㈜ 율림연립 재건축조합          | 녹양로18번길 30   | 2008년 7월  | 율림연립 재건축         |
| 흥선 브라운스톤          | 이수건설       | ㈜보승건설                              | 호국로1142번길 22 | 2008년 2월  |                         |
| 의정부 가능 SK VIEW      | 에스케이건설㈜ | 가능주공아파트 재건축조합               | 신촌로 18-7       | 2007년 6월  | 가능주공 재건축         |
| 가재울 휴먼빌            | 일신건영㈜     | 가능동가재울 재건축조합                 | 평화로658번길 50  | 2007년 9월  |                         |

## 교육
- 의정부고등학교
- 의정부공업고등학교

## 교통
- 가능역